# Андре-Гастон Претела
Андре-Гастон Претела (фр. André-Gaston Prételat; 14 листопада 1874, Вассі, Шампань, Франція — 6 грудня 1969, Париж, Франція) — французький воєначальник, армійський генерал (1934). Під час Другої світової війни командував французькою 2-ю групою армій під час битви за Францію (1940).  

## Біографія
У 1896 році закінчив Військову школу Сен-Сір, після чого служив на Мадагаскарі. У 1910-1912 роках служив військовим аташе у Танжері. 
Під час Першої світової війни був начальником штабу 70-ї піхотної дивізії (1915-1916), начальником штабу 33-го армійського корпусу (1916), командиром 159-го піхотного полку (1916), заступником начальника і начальником штабу 4-ї армії (1917-1918). 
Після закінчення Першої світової війни у січні-жовтні 1919 року — начальник штабу Ельзаської армії. У жовтні 1919 — березні 1923 року — начальник штабу французьких військ у Леванті. З 1922 року — бригадний генерал. У 1923–1927 роках — в розпорядженні генерала Гуро. Із 1928 року — дивізійний генерал. У 1927–1930 роках — командир 1-ї піхотної дивізії. У 1930 році — командир 11-го військового округу. У 1930–1934 роках — командувач Паризького військового округу. Із 1930 року — корпусний генерал, із 1934 року — армійський генерал. 
Із 1934 року — член Вищої військової ради. У 1938 році керував начаннями французької армії в Арденнах. 

## Друга світова війна
￼2 вересня 1939 року Претела очолив 2-гу групу армій у складі 5-ї 4-ї і 8-ї армій. Група армій Претела займала оборону на лінії Мажино. Із 7 по 16 вересня 1939 року війська Претела здійснили наступ в Саарі, але потім відійшли на вихідні позиції. 
З початком німецького вторгнення у Францію, Бельгію, Голландію та Люксембург французьке верховне командування перекинуло кращі частини 2-ї групи армій на північ. В останні дні травня 1940 року німецькі війська вийшли в тил 2-й групі армій і Претела запропонував французькому головнокомандувачу Вейгану відвести війська з лінії Мажино на нові позиції, але Вейган відмовився. Із 10 по 21 червня 1940 року німці оточили 2-гу групу армій в Ельзасі і змусили її капітулювати. Претела уник полону, бо зачасно виїхав у тил. 
За часів режиму Віші відійшов від військових справ. Після війни жив у Парижі, написав мемуари. 

## Нагороди
- Орден Почесного легіону
- Військова медаль
- Медаль Перемоги